# Sistema Unificado de Aguas Profundas de la Rusia europea

Mapa general del sistema

El Sistema Unificado de Aguas Profundas de la Rusia europea (en ruso: Единая глубоководная система Европейской части Российской Федерации, romanizado: Yedinaya glubokovodnaya sistema Yevropeyskoy chasti Rossiyskoy Federatsii) es un sistema de vías navegables interiores en Rusia que une el Mar Blanco, el Mar Báltico, el Río Volga, el Río Moscova, el Mar Caspio y, a través del Mar de Azov, el Mar Negro. En 2010, el sistema transportó 70 millones de toneladas de carga y 12 millones de pasajeros, lo que representa dos tercios del volumen total de tráfico fluvial en Rusia. Hay 60 puertos y muelles de uso común en el sistema, incluidos tres puertos internacionales (dos en Moscú y uno en Dmitrov, óblast de Moscú), por lo que a Moscú a veces se le llama "el puerto de los cinco mares".
La profundidad está garantizada en la mayoría de los casos a tan solo 4 metros, y algunos tramos son incluso menos profundos, como el de Gorodets - Nizhny Novgorod, con 2,5 metros y el de Kochetovsky Bagayevskaya, con 3,2 metros. Se prevé aumentar la profundidad de estos tramos a 4 metros.
El sistema incluye las siguientes vías fluviales:
- Río Neva
- Lago Ladoga
- Río Svir
- Lago Onega
- Canal Volga-Báltico (conecta el lago Onega con el río Volga)
- Canal del Mar Blanco-Báltico (conecta el lago Onega con el Mar Blanco)
- Canal de Moscú (conecta Moscú con el río Volga)
- Río Volga
- Río Kama
- Río Belaya
- Canal Volga-Don (conecta el río Volga con el río Don)
- Río Don

Un factor limitante para el tamaño de los buques que pueden utilizar las vías navegables son las dimensiones de las esclusas, que varían ligeramente a lo largo del sistema. En particular, la ruta de San Petersburgo a la presa de Rybinsk (a través de la vía navegable Volga-Báltico) admite buques con una eslora de hasta 170 m, una manga de hasta 16,8 m y un calado de hasta 3,6 m, con un espacio disponible bajo los puentes de al menos 14,6 m. Desde la presa de Rybinsk hasta la desembocadura del Volga (Streletskoye), los tamaños garantizados son 280 m de eslora, 28,50 m de manga y 3,10 m de calado, con un espacio disponible bajo los puentes de al menos 11,70 m.